# Europadomstolen
Europadomstolen, formellt Europeiska domstolen för de mänskliga rättigheterna, är en domstol som ansvarar för att avgöra tvister som rör tolkningen av Europakonventionen. Dock är domstolen ingen överinstans till nationella domstolar och myndigheter och kan därför inte upphäva en dom eller ett beslut som fattats av en nationell myndighet eller domstol. Om domstolen bedömer att en nationell dom bryter mot Europakonventionen så innebär det dock att landet måste anpassa sin tillämpning av lagen så att en kränkning inte sker igen och det kan i vissa fall även tvingas ändra i sin lagstiftning. Europadomstolen kan även utdöma skadestånd. I enstaka fall har domstolen direkt ålagt stater att ändra lagstiftning eller frige personer som frihetsberövats. Domstolens beslut är bindande för de berörda staterna och de är skyldiga att verkställa dessa. Europadomstolen har tolkningsföreträde för konventionsfrågor.
Europadomstolen består av en domare från varje medlemsstat i Europarådet, vilka utses av den rådgivande församlingen i organisationen som består av företrädare för parlamenten i medlemsstaterna. Sätet är beläget i Strasbourg i Frankrike.
Sverige accepterade domstolens obligatoriska jurisdiktion år 1966.

## Sveriges domare i Europadomstolen
- 1959–1971: Åke Holmbäck
- 1971–1976: Sture Petrén
- 1977–1988: Gunnar Lagergren
- 1988–2003: Elisabeth Palm
- 2003–2012: Elisabet Fura
- 2012–2018: Helena Jäderblom
- 2019– : Erik O. Wennerström